# Michel Lazard
Michel Paul Lazard (* 5. Dezember 1924 in Paris; † 1985 oder 1986) war ein französischer Mathematiker, der sich mit Algebra, p-adischen Liegruppen und formalen Gruppen befasste.

## Lebenslauf
Lazard studierte in Paris, wo er 1954 an der Sorbonne unter der Betreuung Albert Châtelets promoviert wurde (Sur les groupes nilpotents et les anneaux de Lie). 1948 wird er als Attaché des Recherches in Paris in der Mitgliedsliste der Société Mathématique de France (SMF) geführt. Er nahm an mehreren wegweisenden Pariser Seminaren in den 1950er Jahren teil, unter anderem an einigen „Seminaires Bourbaki“, an dem von Claude Chevalley über die Klassifikation halbeinfacher algebraischer Gruppen und später an dem von Paul Dubreil. In den 1950er und 1960er Jahren war er Professor in Poitiers, danach an der Universität Paris VII.
In der Arbeit Sur les groupes de Lie formel à un paramètre von 1955 führte er einen universellen Ring in die Theorie der formalen Gruppen ein, der heute nach ihm benannt ist. 1962 übersetzte er die Geometric Algebra von Emil Artin ins Französische. In den 1960ern wandte er sich unter Anregung Jean-Pierre Serres p-adischer Analysis zu. In einer Arbeit von 1962 untersuchte er die Nullstellen analytischer Funktionen über ultrametrischen Körpern und fand dabei Analoga zu Sätzen der Funktionentheorie. In einer umfangreichen Arbeit von 1965 studierte er Liegruppen über p-adischen Zahlen und beantwortete das p-adische Analogon von Hilberts fünftem Problem. Sowohl die Ergebnisse dieser Arbeit als auch einige darin verwendete Methoden (komplettierte Gruppenringe in der Iwasawa-Theorie, Untersuchung filtrierter Objekte mittels des zugehörigen graduierten Objekts) erwiesen sich später als sehr fruchtbar. 1966/67 war er am Institute for Advanced Study. In den 1970er Jahren befasste er sich wieder mit formalen Gruppen und veröffentlichte 1975 einen vielbeachteten Band dazu in den Springer Lecture Notes. Später arbeitete er an einem mehrteiligen Buch Matmodern über Mathematik.
Sein Konzept des analyseurs aus den 1950er Jahren steht am Anfang der Theorie der Operaden, die in den 1960er Jahren in der algebraischen Topologie entwickelt wurde (Namensgeber war J. Peter May) und in den 1990er Jahren in der Algebra eine Renaissance erlebte.
Lazard erhielt den ersten Prix Maurice Audin, den Laurent Schwartz anlässlich der Ermordung von Audin in Algerien stiftete – sämtliche Preisträger (außer Lazard noch Paul André Meyer, André Néron, Jean-Pierre Kahane, Pierre Cartier) waren im Widerstand gegen den Algerienkrieg der Franzosen. Er war Mitglied der Société Mathématique de France (SMF) und der American Mathematical Society. Zeitweise war er Mitglied der Kommunistischen Partei Frankreichs, trat aber wieder aus. 1972 erhielt er den Prix Poncelet der Academie des Sciences für seine Arbeiten zur Algebra.
Lazard hatte zwei Söhne aus einer Ehe. Im Alter von 61 Jahren, etwa ein Jahr nach seiner Pensionierung, starb er durch Suizid.
Er ist nicht mit dem französischen Mathematiker Daniel Lazard (* 1941) zu verwechseln, Professor an der Universität Paris VI., nach dem eine bekannte Charakterisierung flacher Moduln benannt ist und der sich später der Computer-Algebra zuwandte.

## Schriften
- Sur les groupes nilpotents et les anneaux de Lie, Ann. Sci. ENS, Band 71, 1954, S. 101–190, Numdam
- Sur les groupes de Lie formel à un paramètre, Bulletin SMF, Band 83, 1955, S. 251–274, Numdam
- Loi des groupes et analyseurs, Seminaire Bourbaki, Nr. 109, 1954–56, Numdam
- Groupes analytiques en characteristique 0, Seminaire Bourbaki, Nr. 75, 1951–54, Numdam
- Loi des groupes et analyseurs, Ann. Sci. ENS, Band 72, 1955, S. 299–400 (er führt hier den Begriff des Analysators ein in der Theorie der Liegruppen als Verallgemeinerung formaler Potenzreihen), Numdam
- Les zéros d’une fonction analytique d’une variable sur un corps valué complet, Pub. Math. IHES, Band 14 (1962), S. 47–75, Numdam
- Quelques calculs concernant la formule de Hausdorff, Bull. Soc. math. France, Band 91, 1964, S. 435–451.
- Groupes analytiques p-adiques, Pub. Math. IHES, Band 26, 1965, S. 5–219, Numdam
- mit Adrien Douady: Espaces fibrés en algèbres de Lie et en groupes, Inventiones Mathematicae, Band 1, 1966, S. 133–151, Online
- Commutative formal groups, Lecture Notes in Mathematics 443, Springer Verlag 1975

- Matmodern. 3. 1, En avant, marche! Quatre dialogue avec saint Coluche, Paris, Micro Fourier 1987